# Perakia bettotania
Perakia bettotania är en insektsart som beskrevs av Willemse, C. 1936. Perakia bettotania ingår i släktet Perakia och familjen gräshoppor. Inga underarter finns listade i Catalogue of Life.